# Molotov Solution
Molotov Solution ist eine US-amerikanische Deathcore-Band aus Las Vegas, Nevada.

## Geschichte
Molotov Solution wurde im Jahr 2004 gegründet. Ihre erste Veröffentlichung, die EP The Path to Extinction, wurde von der Band selbst herausgebracht. Mit War from a Harlots Mouth folgte ein Split-Album über Twelve Gauge Records. Es folgten die Alben Molotov Solution (2008), The Harbinger (2009, Metal Blade Records) und Insurrection (2011, BlkHeart).
Nach einer Pause ab Juni 2012 machen sie seit 2013 wieder gemeinsam Musik.

## Stil
Ihre Texte handeln von Antifaschismus, Antiimperialismus und der Konsumgesellschaft.

## Diskografie
- 2005: The Path of Extinction (EP)
- 2006: Split (Split-Album mit War from a Harlots Mouth)
- 2008: Molotov Solution (Album)
- 2009: The Harbinger (Album)
- 2011: Insurrection (Album)